# 東映シーエム
株式会社 東映シーエム（とうえいシーエム、英語: TOEI COMMERCIAL FILM CO.,LTD）は、東映グループ傘下の制作プロダクションである。
TV-CMやWEB動画、PVなど幅広い映像広告の制作を手掛ける。
現在の代表取締役社長は、藤田重樹。

## 概要
テレビコマーシャルやWEB動画、プロモーションビデオ、ミュージックビデオなど様々な形態の映像広告制作を手掛ける。
前身は東映動画（現・東映アニメーション）のTVCM制作部門。その後、テレビコマーシャル制作の専業会社として分離独立し、現在は年間約200本の映像広告を制作している。

## 近年の主な作品

### CM
出典：
- アムタス／めちゃコミックめちゃ犬シリーズ
- 伊藤園／
  - 健康ミネラルむぎ茶 笑福亭鶴瓶出演シリーズ
  - TULLY’S & TEA 紅茶がおいしいミルクティー
  - TULLY’S COFFEE
- 学情／Re就活
- コーセー／BIOLISS
- SMBCモビット／Butlerシリーズ
- 大正製薬／
  - リポビタンD ファイト・一発！シリーズ
  - リアップX5プラスネオ
- 太陽生命／がん・重大疾病予防保険「告知」篇
- 東京電力HD／省エネ準備「カーテンの衣替え」篇
- 東洋紡／物語が生まれる会社 東洋紡
- ひらかたパーク／超ひらパー兄さんシリーズ
- ユニクロ／「Life Wear/メリノウール 絵本専門店編」
- Yostar／アズールレーン
- 長野県／信州が好き。だから今、始めよう！ゼロカーボンやってみ隊

### MV
- 香取慎吾／
  - Anonymous（feat.WONK）
  - FUTURE WORLD（feat.BiSH）
- ONE OK ROCK／LIVEオープニング映像「Field of wonder」
- EXIT featuring NANA／ワンチャン・サマLOVE
- fumika／Free feat. MOP of HEAD

### WEB広告・PV
- アサヒグループ／9LIVES「挑戦者に捧ぐワイン」
- 伊藤園／
  - ミネラルSTRONG（TVer・Twitterバナー広告）
  - 強炭酸水ミネラルSTRONG（Tver用広告動画）
  - のんびりソーダOffu
- コナミ／スーパーボンバーマンR2
- セブン&アイ／7iD_webCM「しあわせカメラ」
- 大正製薬／育毛剤「フラッシュリアップ HOGSPA」
- 日新火災海上保険／
  - 働けない時の保険「早い方が良い」篇
  - お家ドクター火災保険「占い」篇
- 上原美術館／展覧会映像「梅原龍三郎と伊豆」「きれいなお経 かわいいお経」
- 警視庁／大麻は絶対にNO!
- 復興庁／FUKUSHIMA INDEX
- 銚子市観光協会／犬吠埼で吠えよう！
- 日本財団パラリンピックサポートセンター／2018年平昌パラリンピックPV「The Change Maker」

### 配信番組
- 伊藤園／
  - 健康ミネラルむぎ茶「オンラインスポーツ教室」
  - ライブ配信「10月1日は日本茶の日」
- 吉本興業／全力フルスイングOWVり!!
- 東映特撮ファンクラブ／森日菜美＆青島心の東映特撮ヒロイン旅

## 過去の主な作品
出典：

### CM
- 寿屋（現・サントリー）／赤玉ポートワイン「小鳥のドレス」[注 1]
- 森永製菓／エールチョコ「大きいことはいいことだ」
- 本田技研工業／スティーブ・マックイーン出演シリーズ
- カルピス／
  - オズモンド・ブラザーズ出演シリーズ
  - ジャネット・リン出演シリーズ
- 龍角散／
  - 「SL賛歌」[注 2]
  - 「プロンプター」[注 3]
- ダスキン／ミスタードーナツ-所ジョージ出演シリーズ
- みずほ銀行／
  - 宝くじ
  - ドリームジャンボ宝くじ「落合さん」[注 4]
- サンヨー食品／サッポロ一番